# Gail Kane
Gail Kane, de son vrai nom Abigail Kane, née le 10 juillet 1887 à Philadelphie (Pennsylvanie) et décédée le 17 février 1966 à Augusta (Maine), est une actrice américaine du cinéma muet, qui a joué au théâtre et au cinéma, et dont la carrière s'est arrêtée au milieu des années 1920.

## Carrière

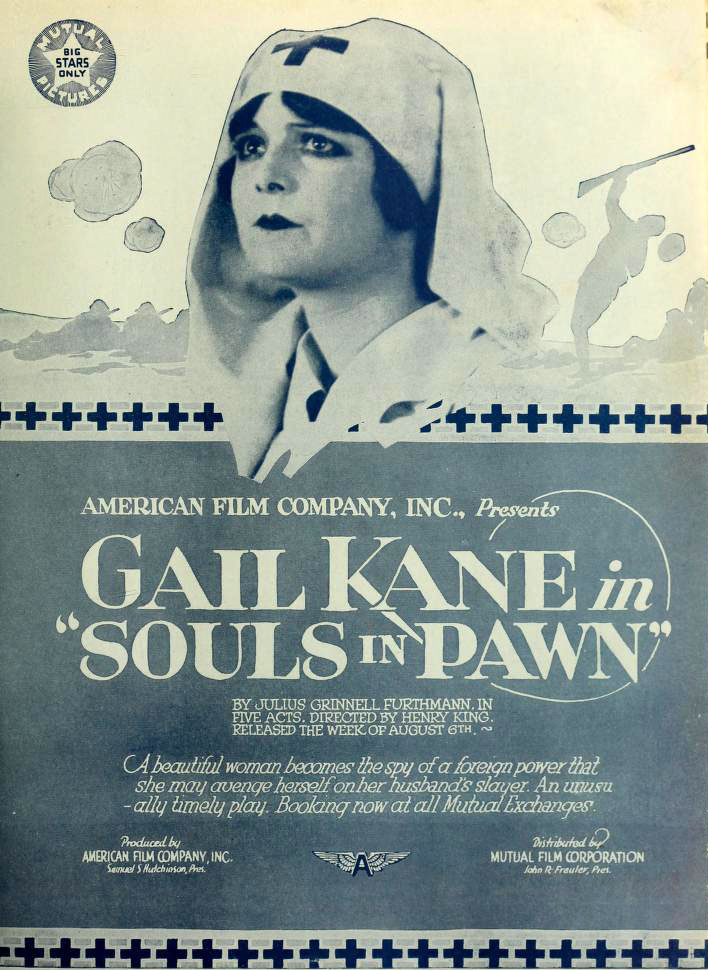
Souls in Pawn (1917)

### Au théâtre
- 1910 : Decorating Clementine de Gaston Arman de Caillavet et Robert de Flers
- 1911 : As a Man Thinks de Augustus Thomas : Miss Doane
- 1911 : Vanity Fair de Robert Hichens et Cosmo Gordon-Lennox
- 1912 : The Affairs of Anatol de Arthur Schnitzler : Bianca
- 1912 : The Model de Augustus Thomas : Louise
- 1912 : Macushla de Rida Johnson Young : Patricia Boyer
- 1913 : Seven Keys to Baldpate de George M. Cohan
- 1913 : Divorçons de Victorien Sardou et Émile de Najac : Mme De Brionne
- 1914 : The Miracle Man de George M. Cohan : Helena
- 1915 : The Hyphen de Justus Miles Forman
- 1916 : The Harp of Life de J. Hartley Manners
- 1919 : The Woman in Room 13 de Samuel Shipman et Max Marcin
- 1920 : Come Seven de Octavus Roy Cohen : Vistar Goins
- 1922 : Lawful Larceny de Samuel Shipman : Vivian Hepburn
- 1923 : The Breaking Point de Mary Roberts Rinehart : Beverly
- 1924 : Artistic Temperament de Thomas P. Robinson : Alice Huntington
- 1924 : Two Strangers From Nowhere de  Myron C. Fagan : Helen Hessler
- 1924 : The Alarm Clock de Avery Hopwood : Mme Dunmore
- 1925 : Paid de Sam Forrest : Mme John Ramsey
- 1925 : Loggerheads de Ralph Cullinan : Ellen Halpin

### Au cinéma
- 1913 : Arizona de Augustus E. Thomas : Bonita Canby
- 1914 : Le Spéculateur (The Pit) de Maurice Tourneur : Laura
- 1914 : Dan de George Irving et John H. Pratt : Grace Dabney
- 1914 : The Jungle de George Irving, John H. Pratt et Augustus E. Thomas : Ona
- 1914 : The Great Diamond Robbery de Edward A. Morange : Maria
- 1915 : The Labyrinth de E. Mason Hopper : Flo Burke
- 1915 : Via Wireless (en) de George Fitzmaurice : Frances Durant
- 1915 : Her Great Match de René Plaissetty : Jo Sheldon
- 1916 : The Men She Married de Travers Vale : Beatrice Raymond
- 1916 : The Heart of a Hero de Emile Chautard : Alice Adams
- 1916 : The Scarlet Oath de Frank Powell et Travers Vale : Olga Pavloff / Nina Pavloff
- 1916 : L'Amérique, champion du droit (The Velvet Paw) de Maurice Tourneur : Mary Dexter
- 1916 : Paying the Price de Frank Hall Crane : Judith Corbin
- 1917 : A Game of Wits de Henry King : Jeannette Browning
- 1917 : Les Préjugés (Southern Pride) de Henry King : Lucie De Montrand
- 1917 : The Bride's Silence de Henry King : Sylvia Standish
- 1917 : Souls in Pawn de Henry King : Liane Dore
- 1917 : The Upper Crust de Rollin S. Sturgeon : Molly O'Toole
- 1917 : The False Friend de Harry Davenport : Virginia Farrell
- 1917 : The Serpent's Tooth de Rollin S. Sturgeon : Faith Channing
- 1917 : Whose Wife? de Rollin S. Sturgeon : Mary Melville
- 1917 : As Man Made Her de George Archainbaud : Claire Wilson
- 1917 : The Red Woman : Maria Temosach
- 1917 : On Dangerous Ground de Robert Thornby : Little Comrade
- 1919 : Romeo's Dad de George Terwilliger
- 1919 : Someone Must Pay de Ivan Abramson
- 1918 : Love's Law de Francis J. Grandon : Sonia Marinoff
- 1918 : When Men Betray de Ivan Abramson : Marion Edwards
- 1919 : The Daredevil de Francis J. Grandon : Roberta (Bob) Carruthers
- 1920 : Empty Arms de Frank Reicher : Diane Summers
- 1920 : The Scarlet Dragon de Frank Reicher : Gloria Travers
- 1921 : Wise Husbands de Frank Reicher
- 1923 : Dans les laves du Vésuve (The White Sister) de Henry King : Marquise di Mola
- 1927 : Convoy de Joseph C. Boyle : Mme Weyeth